# Thermaltake
Thermaltake è una società fondata nel 1999 con sede Taipei (Taiwan) che fabbrica dispositivi di raffreddamento per PC, case per computer, alimentatori e altre periferiche.

## Prodotti

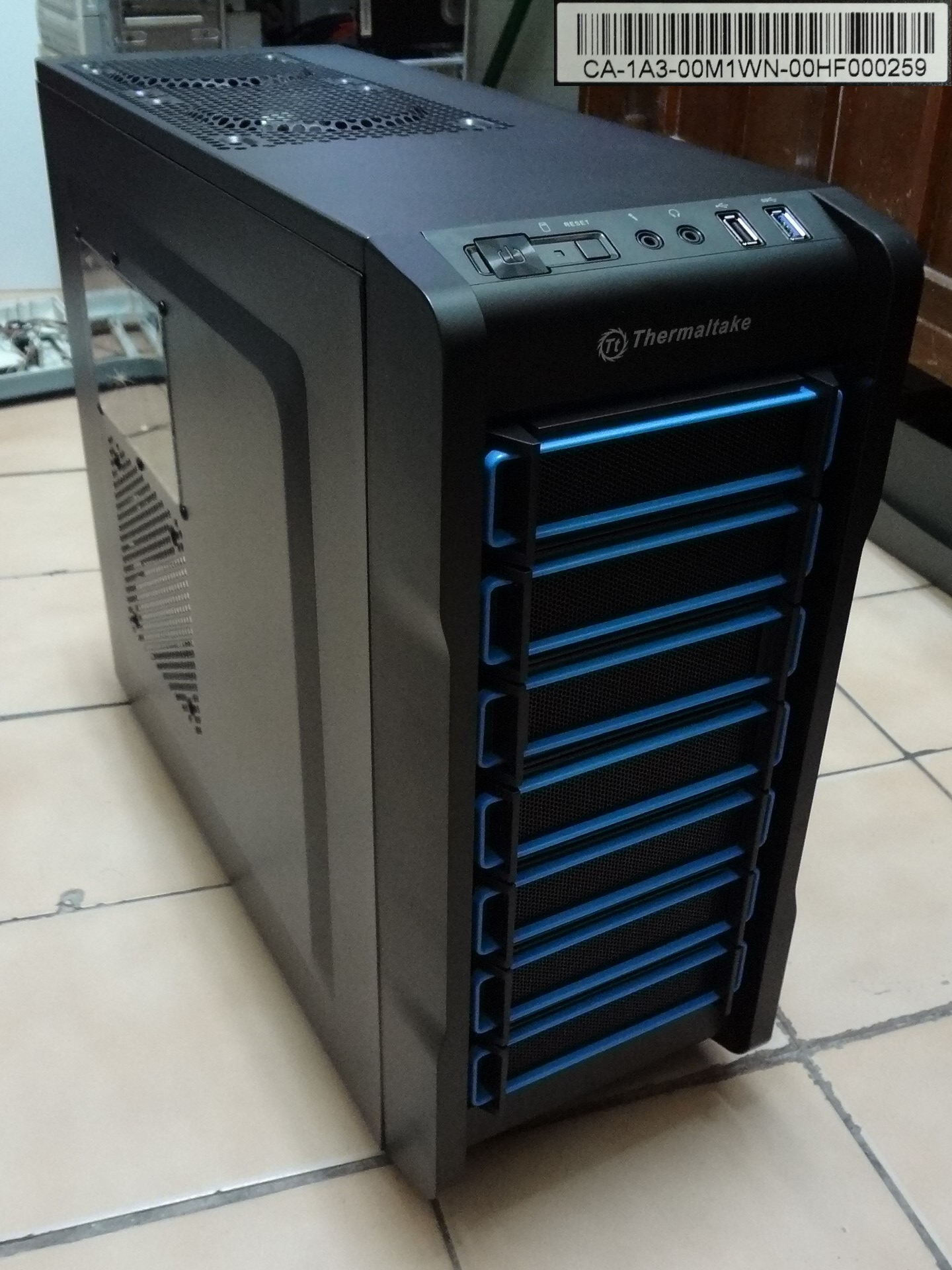
case Chaser A21 della Thermaltake

I prodotti sono, in generale, studiati e sviluppati in modo da mantenere basse le temperature dell'hardware e, nel caso degli alimentatori, fornire una tensione costante sotto carichi relativamente alti; di conseguenza sono particolarmente adatti all'overclocking. Tuttavia i prodotti Thermaltake sono più noti per il loro design vistoso e futuristico, quali ventole illuminate da LED, che per le reali caratteristiche tecniche. Di conseguenza sono apprezzati soprattutto dai modders.
Tra i loro prodotti più conosciuti ci sono i case Xaser, Commander, Tsunami, Viking, LanFire, e Armor; gli accessori MediaLAB e Xpeaker (5,25") e gli alimentatori delle serie  Silent Purepower e Toughpower.